# Rio Otoro
Otoro, também conhecido como Rio Grande de Otoro, é um rio que atravessa o território de Honduras, na América Central.